# 공손록
공손 록(公孫祿, ? ~ ?)은 전한 말기의 군인으로, 자는 중자(中子)이며 영천군 사람이다. 강직함으로 명성을 떨쳤다.

## 행적
오관중랑장(五官中郞將)·집금오·우장군·좌장군을 역임하였다.
전한 원수 2년(기원전 1년), 애제가 붕어하고 대사마 동현이 실각하였다. 왕태후는 후임 대사마를 누구로 할지 대신들에게 자문을 구하였고, 대사도 공광·대사공 팽선을 비롯한 신료들은 왕망을 추천하였으나 공손록과 전장군 하무는 외척을 기용해서는 안 된다는 생각에 서로를 추천하였다. 그러나 왕태후는 결국 왕망을 선택하였고, 대사마에 취임한 왕망은 공손록과 하무를 파면시켰다.
신 지황 2년(21년), 남군의 진풍과 평원의 지소평(遲昭平)이 각기 반란을 일으켰다. 왕망은 대신들과 방책을 논의하고, 또 공손록을 불러들여 자문하였는데, 공손록은 태사령(太史令) 종선(宗宣)·희화 노광을 비롯한 여러 대신들을 거론하면서 왕망의 정책을 에둘러 비난하였다. 노한 왕망은 호분을 시켜 공손록을 쫓아냈으나, 한편으로는 그의 말을 옳게 여겨 노광을 오원졸정으로 좌천시켰다.

## 출전
- 반고, 《한서》
  - 권19하 백관공경표 下
  - 권45 괴오강식부전
  - 권86 하무왕가사단전
  - 권99상 왕망전 上
  - 권99하 왕망전 下